# Čevo
Čevo este un sat din comuna Cetinje, Muntenegru. Conform datelor de la recensământul din 2003, localitatea are 62 de locuitori (la recensământul din 1991 erau 95 de locuitori).

## Demografie
În satul Čevo locuiesc 59 de persoane adulte, iar vârsta medie a populației este de 50,0 de ani (45,5 la bărbați și 53,2 la femei). În localitate sunt 27 de gospodării, iar numărul mediu de membri în gospodărie este de 2,30.
|  |

| Demografie | Demografie | Demografie |
| An         | Locuitori  | Locuitori  |
| ---------- | ---------- | ---------- |
|            |            |            |
|            |            |            |
|            |            |            |
|            |            |            |
| 1948       | 424        |            |
| 1953       | 444        |            |
| 1961       | 378        |            |
| 1971       | 271        |            |
| 1981       | 133        |            |
| 1991       | 95         | 95         |
| 2003       | 62         | 62         |

| \| Componența etnică conform recensământului din 2003[2] \| Componența etnică conform recensământului din 2003[2] \| Componența etnică conform recensământului din 2003[2] \| Componența etnică conform recensământului din 2003[2] \| Componența etnică conform recensământului din 2003[2] \| \| ----------------------------------------------------- \| ----------------------------------------------------- \| ----------------------------------------------------- \| ----------------------------------------------------- \| ----------------------------------------------------- \| \| \| \| \| \| \| \| Muntenegreni \| Muntenegreni \| \| 58 \| 93,54% \| \| necunoscută \| necunoscută \| \| 4 \| 6,45% \| |              |  |    |        |
| Componența etnică conform recensământului din 2003 |              |  |    |        |
| |              |  |    |        |
| Muntenegreni | Muntenegreni |  | 58 | 93,54% |
| necunoscută | necunoscută  |  | 4  | 6,45%  |